# A Taste of Honey (Lied)
A Taste of Honey (englisch Ein Geschmack von Honig) ist ein 1960 von Bobby Scott komponierter und von ihm zuerst veröffentlichter Jazztitel, der durch Herb Alpert 1965 zum Millionenseller wurde.

## Entstehungsgeschichte
Die Geschichte des Stücks beginnt mit dem Bühnendrama A Taste of Honey von Shelagh Delaney, das am 27. Mai 1958 in London und am 4. Oktober 1960 in New York City Premiere hatte. In der Ursprungsfassung des Dramas ist kein Lied vorgesehen. Das Theaterstück handelt von einer jungen Weißen, die nach einer Liebesnacht mit einem schwarzen Matrosen schwanger geworden ist. Ihr bester Freund, ein Homosexueller, erklärt sich bereit, ihr beim Aufziehen des Kindes zu helfen.
Bei der US-Premiere in New York tauchte das Lied, gesungen von Bühnendarsteller Billy Dee Williams, erstmals im ersten Akt des Dramas auf. Es stammt vom Jazzpianisten Bobby Scott, der es als Bobby Scott Quartet With String Quartet am 25. Oktober 1960 in New York in der Besetzung Bobby Scott (Gesang/Piano), Frank Socolow (Tenorsaxophon / Klarinette / Oboe), John Drew/Bill Vrow (Bass) und Charlie Persip (Schlagzeug) aufgenommen hatte; produziert wurde die Aufnahmesession von David Merrick. Es erschien auf Scotts LP A Taste of Honey (Atlantic 1355; November 1960).
Bühnensänger Bille Dee Williams brachte das Stück auf seiner LP Let’s Misbehave (Prestige Lively Arts; LA 30001) im Dezember 1961 heraus. Darauf baute wiederum der gleichnamige Kinofilm auf, der am 30. April 1962 in den USA in die Kinos kam (deutscher Titel: Bitterer Honig). 1963 erhielt das Stück einen Grammy als „Best Instrumental Theme“.

## Erste Singles

Victor Feldman Quartet –
A Taste of Honey

Nachdem bis dahin A Taste of Honey lediglich auf LPs versteckt war, erschien vom Victor Feldman Quartet – einer britischen Jazzband – bestehend aus Victor Feldman (Piano), Buddy Collette (Tenorsaxophon), Leroy Vinnegar (Bass) und Ron Jefferson (Schlagzeug) am 4. Juni 1962 eine erste, von John Marascalco produzierte Single (Infinity INX-020). Die erste in der Hitparade notierte Single-Fassung kam am 18. Juni 1962 durch Martin Denny auf den Markt und belegte in der US-Pop-Hitparade Rang 50. Am 15. Juni 1962 stand eine Big Band um Quincy Jones im Tonstudio von Phil Ramone, um das Stück in einer weiteren Jazzfassung aufzunehmen (LP Big Band Bossa Nova; August 1962). Die erste Gesangsversion (mit dem nachträglich hinzugefügten Text von Ric Marlow) stammt vom 17. September 1962 von Lenny Welch, der hiermit jedoch die Hitparade verfehlte.

## The Beatles
Die Beatles nahmen das Stück, das zu ihrem frühen Live-Repertoire bereits im Hamburger Star-Club gehörte, am 11. Februar 1963 in den Londoner Abbey Road Studios für ihr Debütalbum Please Please Me in sieben Takes zwischen 14:30 und 15:15 Uhr und zwischen 21 und 21:30 Uhr auf. Insgesamt wurden zehn Lieder von den Beatles aufgenommen – darunter A Taste of Honey. Produzent war George Martin, assistiert vom Toningenieur Norman Smith. Den 25. Februar 1963 verbrachte George Martin damit, ohne die Beatles, die Aufnahmen in Mono und Stereo abzumischen. 
Besetzung
- John Lennon: Rhythmusgitarre, Hintergrundgesang
- Paul McCartney: Bass, Gesang
- George Harrison: Leadgitarre, Hintergrundgesang
- Ringo Starr: Schlagzeug

Bei diesem Stück wurde erstmals bei einer Aufnahme der Beatles das Double-Tracking-Verfahren eingesetzt, um McCartneys Gesang zu verdoppeln.
Es war außerdem einer der vier Titel auf Twist and Shout, ihrer ersten britischen EP, die am 12. Juli 1963 erschien. In den USA wurde A Taste of Honey erstmals am 10. Januar 1964 auf dem Vee-Jay-Album Introducing… The Beatles veröffentlicht. Am 22. März 1965 erschien es in den USA außerdem auf dem sechsten Capitol-Album der Beatles The Early Beatles. 
Eine Livefassung, die während eines Auftritts Ende Dezember 1962 im Star-Club entstand, erschien im April 1977 auf dem Album Live! at the Star-Club in Hamburg, Germany; 1962.
Für BBC Radio nahmen die Beatles unter Live-Bedingungen sieben weitere Fassungen von A Taste of Honey auf, von denen die Aufnahme vom 10. Juli 1963, im Studio Two, Aeolian Hall, London, auf dem Album Live at the BBC am 28. November 1994 erschien.
Am 17. Dezember 2013 wurde das Download-Album The Beatles Bootleg Recordings 1963 veröffentlicht, auf dem sich vier BBC-Liveversionen von A Taste of Honey befinden. Diese wurden am 1. April 1963 im BBC Picadelly Theatre, London, am 1. Juni 1963 im BBC Paris Theatre, London, am 19. Juni 1963 im BBC Playhouse Theatre, London und am 3. September 1963 im Studio Two, Aeolian Hall, London aufgenommen. Darüber hinaus enthält das Album Take 6 von den originären Aufnahmen vom 11. Februar 1963.

## Herb Alpert

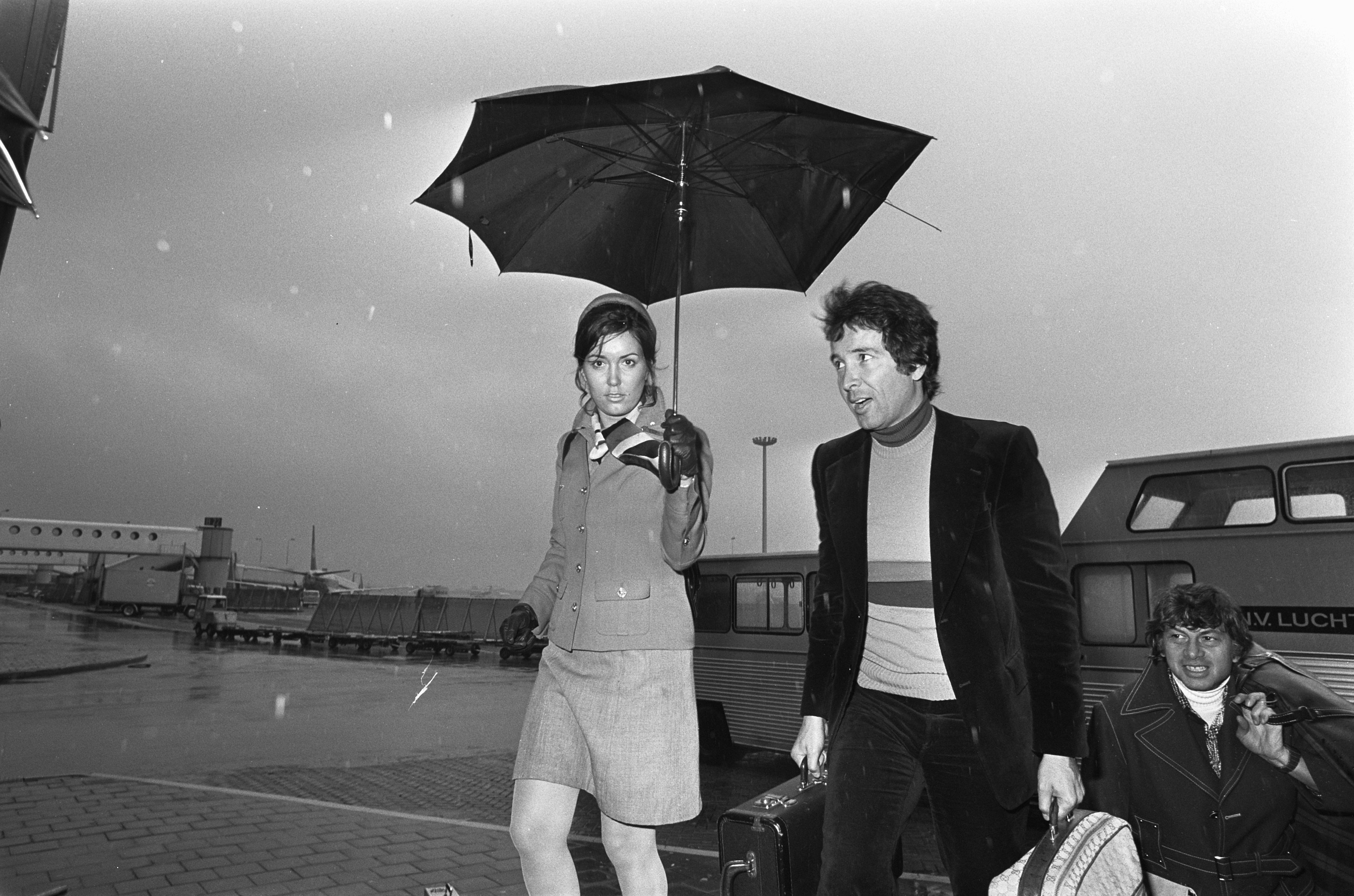
Herb Alpert, Mitte, 1974

Es folgten Herb Alpert & Tijuana Brass mit einer Instrumentalfassung auf der LP Whipped Cream And Other Delights (April 1965), die bis Ende 1966 insgesamt 4,5 Millionen Exemplare verkaufte und hiermit Rang 1 der US-Album-Charts belegte. Markant sind hier im Intro die Schläge auf der Bassdrum, die auf einigen nachfolgenden Coverversionen imitiert wurden. Für seine Version erhielt Alpert 1966 Grammys in drei verschiedenen Kategorien: „Best Instrumental Arrangement“, „Best Instrumental Performance, Non-Jazz“ und „Record Of The Year“. Außerdem erhielt Larry Levine, der Toningenieur der Aufnahme, einen Grammy für „Best Engineered Recording – Non-Classical“. Im Februar 1966 erreichte eine deutsche Single-Auskopplung hieraus Rang 33 der deutschen Hitparade.

## Weitere Coverversionen
Insgesamt existieren mindestens 87 Coverversionen. Acker Bilk kam mit seiner Instrumentalaufnahme auf Rang 16 der britischen Charts (Januar 1963), gefolgt von Peggy Lee (aufgenommen am 3. Januar 1963). Es folgten Barbra Streisand (Debüt-LP The Barbra Streisand Album, aufgenommen am 25. Februar 1963), Paul Desmond (LP Glad to be Unhappy, aufgenommen am 14. Juli 1963). Allan Sherman entwickelte auf Basis der Melodie die Parodie A Waste of Money über die sinnlose Konsumentenverschuldung (LP My Son, the Nut, Oktober 1963). Weitere Fassungen liegen vor von Tony Bennett (August 1964, US-94), Chet Baker (LP Baby Breeze, aufgenommen am 14. und 20. November 1964), Lionel Hampton (Januar 1965), Bobby Darin (9. März 1965, LP Venice Blue, veröffentlicht im Mai 1965), Trini Lopez (LP The Love, 1965), Hollies (US-LP Beat Group!, Mai 1966). Das dänische Gesangsduo Jan & Kjeld brachte mit Ein Kuß zum Abschied (deutscher Text Günter Loose, April 1966) eine deutsche Version heraus, die an das Arrangement von Herb Alpert angelehnt war.